# Novo Horizonte (kommun i Brasilien, São Paulo, lat -21,45, long -49,30)
Novo Horizonte är en kommun i Brasilien.   Den ligger i delstaten São Paulo, i den södra delen av landet, 600 km söder om huvudstaden Brasília. Antalet invånare är 36 612.
Följande samhällen finns i Novo Horizonte:
- Novo Horizonte

Omgivningarna runt Novo Horizonte är en mosaik av jordbruksmark och naturlig växtlighet. Runt Novo Horizonte är det ganska glesbefolkat, med 48 invånare per kvadratkilometer.